# FS ALe 660
Les FS ALe.660 et les remorques associées Le.800 sont un modèle d'automotrices légères électriques (ALe) des chemins de fer italiens FS construites entre 1955 et 1957. Elles sont commandées à la suite des ALe 840 dont elles se distinguent par l'aménagement des motrices à deux classes, 2e et 3e classe puis 1re et 2e classe tandis que les fenêtres et les faces avant sont légèrement différentes notamment le design des portes couvrant le soufflet d'intercirculation. Ces dernières descendent des ALe.883 mises au point avant la guerre et elles s'en distinguent par leurs cabines aérodynamiques à chaque extrémité, avec un système intégrant une intercirculation repliable.
La commande de ces automotrices portait initialement sur 22 motrices et 22 remorques. La suppression de la troisième classe décidée par l'Union internationale des chemins de fer et le besoin de compléter le matériel existant lequel proposait peu de place assises aux classes supérieures ont convaincu les FS de réaliser à la place les premières ALe 540 et Le 600 aménagées exclusivement en première classe. En 1958-1959, les FS commanderont davantage d'ALe 540 ainsi que des remorques Le 540 (première classe) et Le 760 (deuxième classe) dont l'aspect ne s'écarte que peu de celui des ALe 660. En 1959-1960, une dernière tranche d'ALe 540 et Le 760 se distinguera par ses postes de conduite fortement différents, qui préfigurent les rames à grande vitesse ALe 601.
Comme de coutume, tous les matériels roulants des FS sont conçus par le bureau d'études des FS (Ufficio Studi Locomotive - Servizio FS Materiale e Trazione) qui les a fait construire par des sociétés italiennes, après un appel d'offres. 